# Autoprotilátka
Autoprotilátky jsou protilátky (imunoglobuliny) namířené proti antigenům vlastního organismu. Antigenem mohou být proteiny, glykoproteiny, nukleové kyseliny, fosfolipidy a glykofosfolipidy. Autoprotilátky se dělí na orgánově specifické a orgánově nespecifické.
Autoprotilátky mohou být tvořeny na podkladě různých patogenetických mechanismů. Některé autoprotilátky jsou součástí přirozeného imunitního systému a hrají významnou roli v obraně organismu, jiné jsou naopak patologické a jsou produkovány při nejrůznějších autoimunitních onemocněních.
Autoprotilátky lze detekovat v krevním séru a v dalších tělesných tekutinách (např. synoviální tekutině, mozkomíšním moku). Slouží jako marker autoimunitního onemocnění. Autoprotilátky mohou předcházet klinické manifestaci onemocnění, provázet klinickou manifestaci, přetrvávat po klinicky manifestním onemocnění nebo mohou existovat bez onemocnění. K jejich detekci slouží řada metod, jako je např. nepřímá imunofluorescence, enzymová imunoanalýza (EIA), radioimunoanalýza (RIA), imunoblot.

## Orgánově nespecifické protilátky
- ANA – antinukleární protilátky (klinické využití: systémový lupus erythematodes, screening pro jednotlivé antinukleární autoprotilátky)
- ENA – protilátky proti extrahovatelným nukleárním antigenům
- ANCA – protilátky proti cytoplazmě neutrofilů (klinické využití: vaskulitické syndromy typu Wegenerovy granulomatózy (cANCA) a nodózní polyarteritidy (pANCA))
- dsDNA – proti dvojspirálové DNA
- aPL – protilátky proti fosfolipidům (klinické využití: antifosfolipidový syndrom)
- RF – revmatoidní faktor; protilátky proti vlastním protilátkám (klinické využití: revmatoidní artritida, systémový lupus erythematodes, Sjögrenův syndrom)
- ACA – autoprotilátky proti centromérům
- AMA – protilátky proti mitochondriím
- SMA – protilátky proti hladkým svalům
- LKM – autoprotilátky proti mikrozomům jater a ledvin
- StMAb – protilátky proti příčně pruhovaným svalům (klinické využití: myasthenia gravis, polymyozitida)[1]

## Orgánově specifické protilátky
- autoimunitní tyreoiditida - autoprotilátky proti tyreoidální peroxidáze (TPO) a proti tyreoglobulinu (Tgl)
- diabetes mellitus 1. typu - autoprotilátky proti Langerhansovým ostrůvkům, dekarboxyláze kyseliny glutamové (GAD), specifickému ostrůvkovému antigenu 2 (IA2) a proti inzulínu
- celiakie, dermatitis herpetiformis - autoprotilátky proti endomyziu[1]